# China meridional
China meridional o China del Sur (en chino tradicional, 華南; en chino simplificado, 华南; pinyin, Huánán; literalmente, ‘Huaxia-sur’) es una región geográfica y cultural que cubre la parte más al sur de China. Su significado preciso varía según el contexto. Una característica notable del sur de China en comparación con el resto de China es que la mayoría de sus ciudadanos no son hablantes nativos del chino mandarín estándar. El cantonés es el idioma más hablado en la región, mientras que la región de Guangxi contiene la mayor concentración de minorías étnicas de China.

## Divisiones administrativas
| Nombre    | Chino (S) | pinyin                | Abreviación | Capital | Chino | pinyin            | Lista de divisiones administrativas |
| --------- | --------- | --------------------- | ----------- | ------- | ----- | ----------------- | ----------------------------------- |
| Guangdong | 广东      | Guǎngdōng             | 粤 yuè      | Cantón  | 广州  | Guǎngzhōu         | Divisiones a nivel comarcal         |
| Guangxi   | 广西      | Guǎngxī Gvangjish     | 桂 Guì      | Nanning | 南宁  | Nánníng Nanzningz | Divisiones a nivel comarcal         |
| Hainan    | 海南      | Hǎinán                | 琼 qióng    | Haikou  | 海口  | Hǎikǒu            | Divisiones a nivel comarcal         |
| Hong Kong | 香港      | Heung1Gong2 Xiānggǎng | 港 Gǎng     |         |       |                   | Divisiones a nivel comarcal         |
| Macao     | 澳門      | O3Mun4 Àomén          | 澳 Ào       |         |       |                   | Divisiones a nivel comarcal         |

## Ciudades con área urbana de más de un millón de habitantes
Las capitales de provincia aparecen en negrita. 
| #  | Ciudad    | Zona urbana | Área del distrito | Ciudad propiamente dicha | Prov. | Fecha del censo |
| -- | --------- | ----------- | ----------------- | ------------------------ | ----- | --------------- |
| 1  | Shénzhen  | 10.358.381  | 10.358.381        | 10.358.381               | GD    | 2010-11-01      |
| 2  | Cantón    | 9.702.144   | 11.071.424        | 12.701.948               | GD    | 2010-11-01      |
| 3  | Dongguan  | 7.271.322   | 8.220.207         | 8.220.207                | GD    | 2010-11-01      |
| 4  | Hong Kong | 7.071.576   | 7.071.576         | 7.071.576                | HK    | 2011-06-30      |
| 5  | Foshán    | 6.771.895   | 7.197.394         | 7.197.394                | GD    | 2010-11-01      |
| 6  | shantou   | 3.644.017   | 5.329.024         | 5.389.328                | GD    | 2010-11-01      |
| 7  | Zhongshán | 2.740.994   | 3.121.275         | 3.121.275                | GD    | 2010-11-01      |
| 8  | Nanning   | 2.660.833   | 3.434.303         | 6.658.742                | GX    | 2010-11-01      |
| 9  | Huizhou   | 1.807.858   | 2.344.634         | 4.598.402                | GD    | 2010-11-01      |
| 10 | Haikou    | 1.517.410   | 2.046.170         | 2.046.170                | HI    | 2010-11-01      |
| 11 | Jiangmen  | 1.480.023   | 1.822.614         | 4.450.703                | GD    | 2010-11-01      |
| 12 | Liuzhou   | 1.410.712   | 1.436.599         | 3.758.704                | GX    | 2010-11-01      |
| 13 | Zhuhai    | 1.369.538   | 1.562.530         | 1.562.530                | GD    | 2010-11-01      |
| 14 | Zhanjiang | 1.038.762   | 1.611.868         | 6.994.832                | GD    | 2010-11-01      |
| 15 | Macao     | 552,503     | 552,503           | 552,503                  | MO    | 2011-08-12      |

## Homónimo
- Tigre del sur de China
- South China Morning Post (Hong Kong)
- Mercado mayorista de mariscos de Huanan (Huanan significa China meridional )